# Epistemologia genetica
L'epistemologia genetica è una disciplina psicologica fondata dallo psicologo svizzero Jean Piaget verso la metà del XX secolo, interessata allo studio delle origini (la genesi) della conoscenza. Il termine "epistemologia" viene qui inteso in un'accezione abbastanza diversa da quella usuale.

## L'epistemologia genetica
Questa prospettiva psicologica intende collegare la validità della conoscenza al modello della sua costruzione. In altre parole, essa mostra che i metodi usati per ottenere e creare la conoscenza influenzano la validità della conoscenza risultante. Per esempio, la nostra esperienza diretta della forza di gravità ha maggiore validità della nostra esperienza indiretta con i buchi neri.
L'epistemologia genetica spiega anche il processo tramite il quale un essere umano sviluppa le sue abilità cognitive nel corso della sua vita, a partire dalla nascita ed attraversando stadi sequenziali di sviluppo, con particolare attenzione ai primi anni dello sviluppo cognitivo.
Piaget dimostrò innanzi tutto l'esistenza di una differenza qualitativa tra le modalità di pensiero del bambino e quelle dell'adulto; individuò poi delle differenze strutturali nel modo con il quale, nelle sue diverse età, l'individuo si accosta alla realtà esterna ed affronta i problemi di adattamento a tale realtà. 
Sviluppò così una distinzione delle fasi dello sviluppo cognitivo, individuando cinque periodi fondamentali dello stesso.
1. Fase senso-motoria (dalla nascita ai due anni circa)
2. Fase pre-operatoria (dai due ai quattro anni)
3. Fase del pensiero intuitivo (dai quattro ai sette anni)
4. Fase delle operazioni concrete (dai sette ai dodici anni)
5. Fase delle operazioni formali (dai dodici anni in poi).

Il Centre International d'Epistémologie Génétique ("Centro internazionale di epistemologia genetica") fu fondato a Ginevra nel 1955 da Piaget, e da lui diretto fino alla sua morte nel 1980.

## L'influenza sul costruttivismo
Pur avendo i due approcci origini indipendenti, l'epistemologia genetica ha avuto lunga influenza sul costruttivismo.
A tale proposito scrive Ernst von Glasersfeld:
"Nella tradizione occidentale, ciò che si chiama conoscenza è sempre considerata come una rappresentazione più o meno vera di un mondo ontologico; cioè un'approssimazione, e comunque l'immagine di un mondo indipendente dal soggetto conoscente.
Piaget rompe con questa tradizione perché propone un cambiamento radicale del concetto di conoscenza. Per lui, invece di essere l'organo della rappresentazione, la conoscenza diviene uno strumento dell'adattamento."